# Darío Bone
Darío Bone (Esmeraldas, Ecuador, 27 de marzo de 1990) es un futbolista ecuatoriano. Juega de centrocampista y su equipo actual es Daquilema de la Segunda Categoría de Ecuador.

## Trayectoria

### Inicios
Empezó su carrera futbolística en el equipo esmeraldeño en el año 2003, se formó e hizo todas las formativas en el Club Social y Deportivo Juventus, la sub-12, la sub-14, la sub-16 y la sub-18 en 2007. A finales de 2007 fue fichado por Barcelona Sporting Club donde jugó en la sub-20 del cuadro torero, permaneció toda la temporada 2008 y a mediados de 2009 regresó a su tierra natal para jugar de nuevo por la Juventus.

### Espoli
En 2010 es fichado por el club de Serie A, el Club Social Cultural y Deportivo Espoli, aquí tendría su debut absoluto en la máxima categoría del fútbol ecuatoriano bajo el mando de Carlos Calderón jugó su primer partido el 27 de febrero de 2010, en el partido de la fecha 4 de la primera etapa 2010 ante El Nacional, fue titular aquel partido que terminó en victoria de Espoli por 5–3. Marcó su primer gol en la Serie A el 14 de marzo de 2010 en la fecha 6 de la primera etapa, convirtió el agónico gol a los 90+3 minutos con el que Espoli empató con Liga Deportiva Universitaria como visitante por 1–1. Al final de la campaña anotó en 5 ocasiones, siendo su mejor registro en una sola temporada. Su principal característica es el remate potente de larga distancia al igual que los tiros libres con mucha potencia, los goles que marcó con Espoli los convirtió de dicha manera.

### Manta
De ahí en más le siguieron algunas temporadas en la máxima categoría de Ecuador, en 2011 llegó al Manta Fútbol Club, en 2012 estuvo en El Nacional donde marcó 2 goles, uno a Barcelona de Guayaquil y otro a Técnico Universitario. En 2013 jugó por Sociedad Deportivo Quito, en 2014 volvió al cuadro militar.

### Equipos de Ambato
En los años venideros tuvo un paso por varios equipos que disputaban la Serie B, específicamente en equipos de la ciudad de Ambato, primero llegó al Técnico Universitario en el 2015 donde disputó algunos encuentros. Luego arribó a Macará en la temporada 2016, fue pieza clave dicho año en la consecución del ascenso y título de campeón, que de paso fue el primero de su carrera, fue ratificado en 2017 para jugar por el celeste. En julio de 2017 es contratado por Mushuc Runa donde anota 3 goles y para 2018 repitiendo la historia conseguida en 2016, logra el ascenso y título de campeón con el equipo del pochito.

### Mushuc Runa
En la temporada 2019 fue ratificado en Mushuc Runa, disputó algunos partidos de la Copa Ecuador e incluso convirtió un gol al Manta Fútbol Club, en 2020 continúa en el equipo con la banda de capitán en segundo grado.
A merced del título 2018 y derrotar a Aucas en el repechaje por Copa Sudamericana, tuvo su primera experiencia internacional, jugó los partidos de la primera fase de la Copa Sudamericana 2019 ante Unión Española de Chile.

## Estadísticas

### Clubes
Actualizado al último partido disputado el 16 de julio de 2024.
| Club                            | Div.          | Temporada     | Liga  | Liga  | Copas nacionales | Copas nacionales | Copas internacionales | Copas internacionales | Total | Total |
| Club                            | Div.          | Temporada     | Part. | Goles | Part.            | Goles            | Part.                 | Goles                 | Part. | Goles |
| ------------------------------- | ------------- | ------------- | ----- | ----- | ---------------- | ---------------- | --------------------- | --------------------- | ----- | ----- |
| Juventus · Ecuador              | 3.ª           | 2005          | 12    | 0     | Inexistentes     | Inexistentes     | Inexistentes          | Inexistentes          | 12    | 0     |
| Juventus · Ecuador              | 3.ª           | 2006          | 16    | 8     | Inexistentes     | Inexistentes     | Inexistentes          | Inexistentes          | 16    | 8     |
| Juventus · Ecuador              | 3.ª           | 2009          | 10    | 0     | Inexistentes     | Inexistentes     | Inexistentes          | Inexistentes          | 10    | 0     |
| Juventus · Ecuador              | Total club    | Total club    | 38    | 8     | 0                | 0                | 0                     | 0                     | 38    | 8     |
| Barcelona S. C. · Ecuador       | 1.ª           | 2008          | 0     | 0     | Inexistentes     | Inexistentes     | Inexistentes          | Inexistentes          | 0     | 0     |
| Barcelona S. C. · Ecuador       | Total club    | Total club    | 0     | 0     | 0                | 0                | 0                     | 0                     | 0     | 0     |
| Espoli · Ecuador                | 1.ª           | 2010          | 38    | 5     | Inexistentes     | Inexistentes     | Inexistentes          | Inexistentes          | 38    | 5     |
| Espoli · Ecuador                | Total club    | Total club    | 38    | 5     | 0                | 0                | 0                     | 0                     | 38    | 5     |
| Manta F. C. · Ecuador           | 1.ª           | 2011          | 26    | 2     | Inexistentes     | Inexistentes     | Inexistentes          | Inexistentes          | 26    | 2     |
| Manta F. C. · Ecuador           | Total club    | Total club    | 26    | 2     | 0                | 0                | 0                     | 0                     | 26    | 2     |
| El Nacional · Ecuador           | 1.ª           | 2012          | 16    | 2     | Inexistentes     | Inexistentes     | —                     | —                     | 16    | 2     |
| El Nacional · Ecuador           | 1.ª           | 2014          | 18    | 2     | Inexistentes     | Inexistentes     | Inexistentes          | Inexistentes          | 18    | 2     |
| El Nacional · Ecuador           | Total club    | Total club    | 34    | 4     | 0                | 0                | 0                     | 0                     | 34    | 4     |
| Deportivo Quito · Ecuador       | 1.ª           | 2013          | 10    | 2     | Inexistentes     | Inexistentes     | Inexistentes          | Inexistentes          | 10    | 2     |
| Deportivo Quito · Ecuador       | Total club    | Total club    | 10    | 2     | 0                | 0                | 0                     | 0                     | 10    | 2     |
| Técnico Universitario · Ecuador | 2.ª           | 2015          | 28    | 2     | Inexistentes     | Inexistentes     | Inexistentes          | Inexistentes          | 28    | 2     |
| Técnico Universitario · Ecuador | 1.ª           | 2021          | 22    | 1     | —                | —                | Inexistentes          | Inexistentes          | 22    | 1     |
| Técnico Universitario · Ecuador | Total club    | Total club    | 50    | 3     | 0                | 0                | 0                     | 0                     | 50    | 3     |
| Macará · Ecuador                | 2.ª           | 2016          | 22    | 1     | Inexistentes     | Inexistentes     | Inexistentes          | Inexistentes          | 22    | 1     |
| Macará · Ecuador                | 1.ª           | 2017          | 0     | 0     | Inexistentes     | Inexistentes     | Inexistentes          | Inexistentes          | 0     | 0     |
| Macará · Ecuador                | Total club    | Total club    | 22    | 1     | 0                | 0                | 0                     | 0                     | 22    | 1     |
| Mushuc Runa · Ecuador           | 2.ª           | 2017          | 35    | 3     | Inexistentes     | Inexistentes     | Inexistentes          | Inexistentes          | 35    | 3     |
| Mushuc Runa · Ecuador           | 2.ª           | 2018          | 37    | 2     | Inexistentes     | Inexistentes     | Inexistentes          | Inexistentes          | 37    | 2     |
| Mushuc Runa · Ecuador           | 1.ª           | 2019          | 24    | 2     | 3                | 1                | 2                     | 0                     | 29    | 3     |
| Mushuc Runa · Ecuador           | 1.ª           | 2020          | 10    | 0     | —                | —                | Inexistentes          | Inexistentes          | 10    | 0     |
| Mushuc Runa · Ecuador           | Total club    | Total club    | 106   | 7     | 3                | 1                | 2                     | 0                     | 111   | 8     |
| Cumbayá F. C. · Ecuador         | 1.ª           | 2022          | 28    | 0     | 2                | 0                | Inexistentes          | Inexistentes          | 30    | 0     |
| Cumbayá F. C. · Ecuador         | Total club    | Total club    | 28    | 0     | 2                | 0                | 0                     | 0                     | 30    | 0     |
| Vargas Torres · Ecuador         | 2.ª           | 2023          | 9     | 0     | 0                | 0                | Inexistentes          | Inexistentes          | 9     | 0     |
| Vargas Torres · Ecuador         | Total club    | Total club    | 9     | 0     | 0                | 0                | 0                     | 0                     | 9     | 0     |
| Chacaritas · Ecuador            | 2.ª           | 2023          | 13    | 1     | 0                | 0                | Inexistentes          | Inexistentes          | 13    | 1     |
| Chacaritas · Ecuador            | 2.ª           | 2024          | 12    | 0     | 1                | 0                | Inexistentes          | Inexistentes          | 13    | 0     |
| Chacaritas · Ecuador            | Total club    | Total club    | 25    | 1     | 1                | 0                | 0                     | 0                     | 26    | 1     |
| Daquilema · Ecuador             | 3.ª           | 2024          | 0     | 0     | Inexistentes     | Inexistentes     | Inexistentes          | Inexistentes          | 0     | 0     |
| Daquilema · Ecuador             | Total club    | Total club    | 0     | 0     | 0                | 0                | 0                     | 0                     | 0     | 0     |
| Total carrera                   | Total carrera | Total carrera | 374   | 33    | 5                | 1                | 2                     | 0                     | 381   | 34    |
| 1. 2.                           |               |               |       |       |                  |                  |                       |                       |       |       |

## Palmarés

### Campeonatos nacionales
| Título             | Club        | País    | Año  |
| ------------------ | ----------- | ------- | ---- |
| Serie B de Ecuador | Macará      | Ecuador | 2016 |
| Serie B de Ecuador | Mushuc Runa | Ecuador | 2018 |